# 사바크
사바크(페르시아어: ساواک, SAVAK)는 정식 명칭인 국가정보안보기구(페르시아어: سازمان اطلاعات و امنیت کشور 사제만에 에텔라앗 바 암니얏에 케시바르)로 알려져 있는 이란 팔레비 왕조 시대의 정보기관 겸 비밀경찰이다.
1957년 모하마드 레자 팔라비 샤한샤가 미국의 중앙정보국(CIA), 이스라엘의 모사드(정보특수공작담당기관)의 지원을 받아 설립했다. 1979년 이란 혁명으로 제정이 전복될 때 샤푸르 바크티아르 총리가 해산을 명령하여 철폐되었다.
사바크는 제정에 반대하는 반체제자들을 고문하고 처형하여 혁명 이전 시대의 민중들에게 증오와 동시에 공포의 대상이었다. 전성기의 요원 수는 6만 명에 달했다고 하는데, 골람 레자 라프카미는 사바크의 실제 직원 수는 4천 명에서 6천 명 사이였을 것이라 추정했다.